# Wimmerella longitubus
Wimmerella longitubus är en klockväxtart som först beskrevs av Franz Elfried Wimmer, och fick sitt nu gällande namn av Serra, M.B.Crespo och Thomas G. Lammers. Wimmerella longitubus ingår i släktet Wimmerella och familjen klockväxter. Inga underarter finns listade i Catalogue of Life.